# Bellardia curviloba
Bellardia curviloba är en tvåvingeart som beskrevs av Liang och Gan 1986. Bellardia curviloba ingår i släktet Bellardia och familjen spyflugor. Inga underarter finns listade i Catalogue of Life.